# Tigerastrilde
Die Tigerastrilde (Amandava) sind eine Gattung aus der Familie der Prachtfinken (Estrildidae), die je nach Auffassung zwei oder drei Arten umfasst. Zwei kommen davon im südlichen und östlichen Asien, eine in großen Teilen Afrikas vor. Letztere, das Goldbrüstchen, wird bisweilen auch in die monotypische Gattung Sporaeginthus abgegliedert.
Die beiden asiatischen Arten sind vermutlich enger miteinander verwandt, als mit dem afrikanischen Goldbrüstchen, das eine basale Stellung in der Gattung einnimmt. Die Gattung ist mit anderen Astrild-Gattungen näher verwandt, die zur Unterfamilie Estrildinae zusammengefasst werden.
Die drei Arten der Gattung ähneln sich bezüglich der Gefiederstruktur und -färbung, aber auch in der Art des Nestbaus und in den Lebensraumansprüchen. Sie finden sich in dichten Grasbeständen oder Gebüschen, oftmals in Gewässernähe.

## Arten
- Tigerastrild (Amandava amandava) – mittleres Pakistan bis Vietnam, Java und Kleine Sunda-Inseln
- Olivastrild (Amandava formosa) – nördliches Indien
- Goldbrüstchen (Amandava subflava) – Senegal ostwärts bis Sudan, Äthiopien südwärts bis in den Osten Südafrikas